# Confine tra Israele e Siria
Il confine tra Israele e Siria descrive la linea che delimita i due Stati. Ha una lunghezza di 76 km.

## Confine ufficialede jure

I cambiamenti dei confini nelle alture del Golan nel corso della storia.

La creazione del confine fu stabilita durante la conferenza di Sanremo nel 1920 per finalizzare l'accordo Sykes-Picot che istituì le zone di influenza francese (Siria) e britannico (Palestina) dopo la sconfitta dell'Impero ottomano durante la prima guerra mondiale. la linea di confine è stata stabilita nel corso dell'Accordo Paulet-Newcombe nel 1923.
Il confine inizia nella triplice frontiera non lontana dal fiume Ouazzani, affluente del fiume Hasbani, che sfocia in Giordania, in un punto di unione che forma il confine tra Israele-Libano-Siria. Quindi, il confine continua verso est verso il kibbutz di Dan situato a circa 2 km. Il confine circonda il kibbutz, prende una direzione meridionale e corre lungo il fiume Giordano.
Quando il fiume raggiunge il Lago di Tiberiade, il confine scorre lungo la sua costa orientale, ancora una volta sotto il controllo totale israeliano, a nord del kibbutz di Ein Gev, dove il confine è di nuovo terrestre e si sposta ulteriormente dalla riva dal lago che scende a sud per raggiungere le rive del fiume Yarmuk a circa 10 km dalla sua confluenza con la Giordania, creando così una seconda triplice frontiera Israele-Giordania-Siria.
Nel 1949, durante gli accordi dell'armistizio arabo-israeliano che pose fine alla guerra arabo-israeliana del 1948, il confine rimase invariato, ma le aree precedentemente occupate dall'esercito siriano a ovest del confine furono evacuate e demilitarizzate.

## Confinede factoattuale

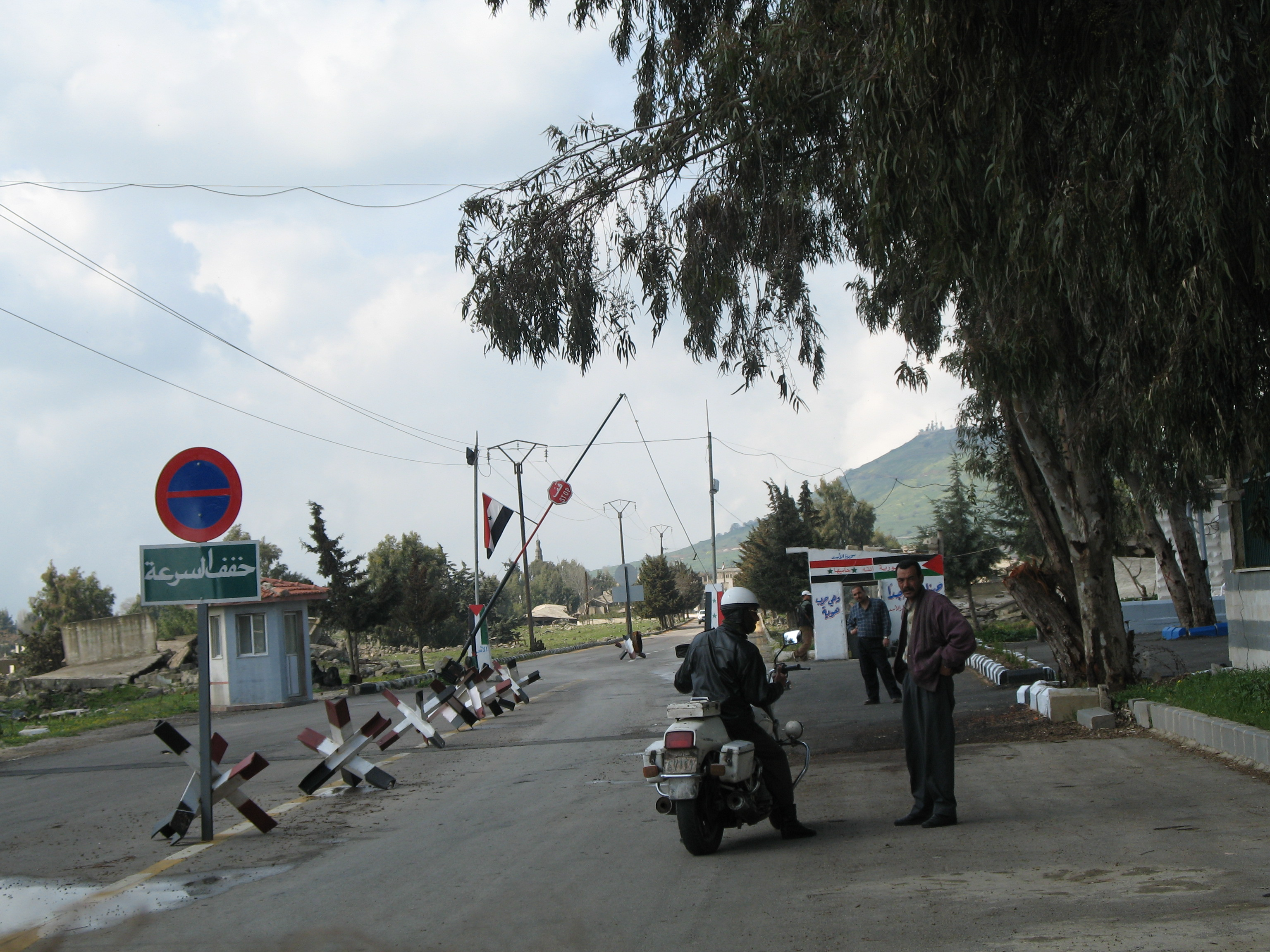
Confine siriano nelle alture del Golan che dà accesso all'enclave palestinese.

Questo confine di armistizio fu interrotto durante la Guerra dei Sei Giorni nel 1967. Durante il conflitto, infatti, le truppe israeliane hanno invaso le alture del Golan, un massiccio montuoso situato ad est del lago di Tiberiade. La fine delle ostilità ha confermato le conquiste militari delle forze di difesa israeliane.
Tuttavia, nel 1973 scoppiò la guerra dello Yom Kippur e durante il conflitto gli israeliani continuarono a guadagnare terreno arrivando fino a 40 km da Damasco, la capitale siriana. Tuttavia, dopo due settimane e mezzo di scontri armati, è stato concluso un accordo di "cessate il fuoco" tra le due forze. Israele accettò di ritornare alle sue precedenti posizioni militari a condizione che una terra di nessuno evacuata ai piedi del Golan fosse stabilita tra loro e i siriani, sorvegliata dalle forze di mantenimento della pace dell'UNDOF.
Nel 1981, lo stato ebraico annetteva unilateralmente le alture del Golan nel suo territorio nonostante le proteste internazionali.
Nel giugno 2016, durante la guerra civile siriana, il confine siriano è controllato da tre entità: